# Никоний
Никоний — античный город на восточном берегу Днестровского лимана, в черте современного посёлка Роксоланы в Овидиопольском районе Одесской области.
Возник во второй половине VI веке до н. э. и находился экономической и политической зависимости от Истрии. Каменное строительство в городе начинается в V в. до н. э. На рубеже III—II вв. до н. э. город подвергся разрушению, которое связывают с македонским полководцем Зопирионом, соратником Александра Великого В первые века н. э. размеры города возросли по сравнению с предыдущим периодом. Жизнь в Никонии прекратилась в течение III—IV вв. н. э. во времена Великого переселения народов
Раскопки города начались в 1957 году, найден ряд любопытных находок, представляет интерес тот факт, что 80% из всех найденных монет на раскопках города принадлежат Истрии, это свидетельствует об экономическом и политическом влиянии Истрии на Никоний. Также  Никоний сам выпускал  монеты подражания истрийским "колесикам", наряду с подражанием город чеканил собственную монету с Совой и надписью (легендой)  ΣΚΥ,ΣΚ, ΣΚΥΛ (датируются 450-475 годами до н. э.) , монеты трёх номиналов. Возможно, это связано с именем скифского  царя  Скила, также есть ряд других артефактов и сведений, которые  косвенно свидетельствуют о том, что скифский царь был связан с городом и чеканкой монет, но это ещё до конца не доказано, остаётся ждать новых открытий в нумизматике (монетах) города Никоний, которые прольют больше света на историю города.
Примечательно что монеты города  до 1960 года считали монетами Ольвии или Истрии.